# VFA-147
El 147.o Escuadrón de Caza y Ataque (en inglés: Strike Fighter Squadron 147, VFA-147), también conocido como los "Argonauts" (en castellano: Argonautas), es un escuadrón de caza y ataque de la Armada de Estados Unidos basado en la estación aeronaval de Lemoore. Los Argonauts es un escuadrón operacional de la flota que opera aviones F/A-18E Super Hornet. Actualmente están asignados al Ala Aérea Embarcada Once y se encuentran desplegados a bordo del portaaviones USS Nimitz (CVN-68). Su código de radio es "Jason" y su código de cola es NH.

## Insignia del escuadrón y apodo
La insignia del escuadrón fue aprobada por el jefe de Operaciones Navales (en inglés: Chief of Naval Operations, CNO) el 30 de junio de 1967. El nombre del escuadrón es por una banda de héroes de la mitología griega formada por Jasón y los argonautas, quienes viajaban por los océanos buscando aventuras y recompensa personales.

## Historia

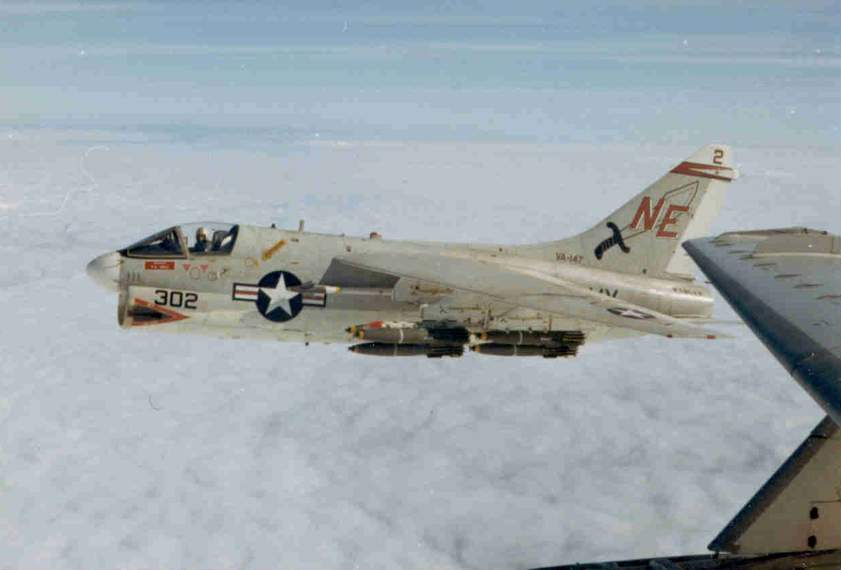
Un avión A-7A perteneciente al VA-147 volando sobre Vietnam en el año 1968/69.

### Década de 1960
El 1 de febrero de 1967 el 147.º Escuadrón de Ataque, basado en Lemoore, California, se convirtió en el primer escuadrón en servicio activo de la Armada de Estados Unidos en ser equipado con el avión A-7E Corsair II. El escuadrón recibió su primer A-7A el 28 de junio de 1967 y en diciembre de 1967 voló sus primeras misiones de combate, atacando blancos en Vietnam del Norte y despegando desde el portaaviones USS Ranger. Esta fue la primera vez en que el A-7A entró en combate. El escuadrón se desplegaría un total de cinco veces para servicio activo en la Guerra de Vietnam.
En enero de 1968 mientras se encontraba embarcado en el portaaviones USS Ranger (CV-61), el escuadrón voló misiones de apoyo durante el asedio de Khe Sanh antes de que el 23 de enero de 1968 se le ordenara al portaaviones ir desde la Estación Yankee hasta el Mar del Japón después que Corea del Norte capturará al USS Pueblo (AGER-2). En abril de 1969, después que el 15 de abril los norcoreanos derribaran un avión EC-121 de la Armada, el Ranger, con el VA-147 embarcado a bordo, nuevamente dejó la Estación Yankee y se dirigió al Mar de Japón para realizar operaciones frente a la costa de Corea. Después del despliegue, en septiembre de 1969 el escuadrón cambió sus aviones a la versión A-7E.

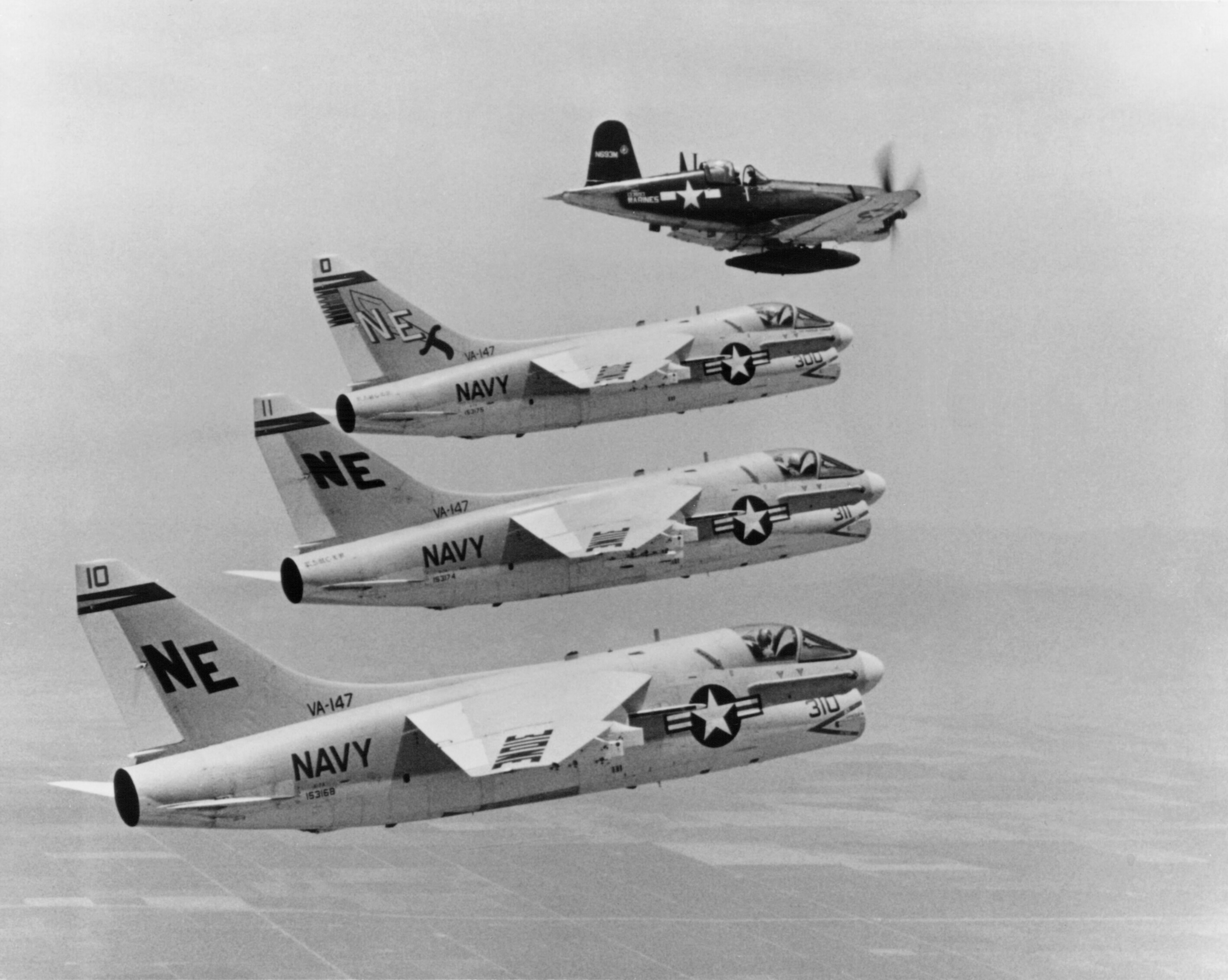
El 7 de julio de 1967 Lynn Garrison, en su F4U7 Corsair, lidera los A-7 del VA-147 sobre la Estación Aeronaval de Lemoore, California, antes de su primer despliegue a Vietnam.

### Década de 1970
En 1970 los Argonauts fueron desplegados al Pacífico Occidental / Vietnam a bordo del USS America (CV-66) y en los años 1971 y 1972 en el USS Constellation (CV-64). En mayo de 1972, el escuadrón participó en la fase inicial de la Operación Linebacker I, que consistió en fuertes ataques aéreos contra diferentes blancos en Vietnam del Norte.
En abril de 1972 el escuadrón participó en la Operación Freedom Train, una serie de ataques aéreos tácticos contra blancos militares y logísticos en la parte sur de Vietnam del Norte. También proporcionó apoyo a las fuerzas ubicadas en Vietnam del Sur después de que el 1 de abril de 1972 ocurriera una masiva invasión por parte de Vietnam del Norte. Entre marzo y junio de 1973 estuvo embarcado en el Constellation donde proporcionó apoyo aéreo durante la Operación End Sweep, consistente en la remoción de las minas ubicadas en las aguas de Vietnam del Norte. 
En noviembre de 1974, el VA-147 se embarcó en el Constellation, que estaba operando en el Golfo Pérsico. Esta fue la primera vez en 26 años en que un portaaviones estadounidense entró y operó en las aguas del Golfo Pérsico. El escuadrón obtuvo la Medalla "E" de Batalla en el año 1977 como el mejor escuadrón que operaba A-7 en la Flota del Pacífico.

### Década de 1980
El VA-147 se desplegó a bordo del Constellation en el año 1980 y entre 1981 y 1982. Durante estos despliegues, el escuadrón permaneció en tierra en la estación aeronaval de Cubi Point como el destacamento terrestre del CVW-9 siendo parte del "Concepto de Ala Equilibrada" (en inglés: Swing Wing Concept) durante la mayor parte del despliegue del Constellation.
Entre enero de 1984 y junio de 1987, el escuadrón fue desplegado tres veces a bordo del USS Kitty Hawk (CV-63), incluyendo un crucero de circunnavegación global.
En septiembre de 1988 mientras se encontraba embarcado en los dos primeros despliegues del portaaviones USS Nimitz (CVN-68), el VA-147 operó en el Mar de Japón en apoyo de los Juegos Olímpicos de Verano de Seúl en Corea.
El 20 de julio de 1989 el escuadrón fue redesignado como el 147.º Escuadrón de Caza y Ataque (en inglés: Strike Fighter Squadron 147, VFA-147), y cambió sus aparatos por el F/A-18C Hornet con el VFA-125 proporcionando el entrenamiento necesario para realizar el cambio. En diciembre de 1989 el escuadrón recibió su primer avión Hornet del lote XII "Night Attack" (en castellano: Ataque Nocturno).

### Década de 1990
En marzo de 1991 los Agonauts fueron desplegados al Golfo Pérsico para apoyar el retiro de las tropas durante la Operación Desert Storm. Los Argonauts se convirtieron en el primer escuadrón operacional de FA-18 de la Armada en emplear los contenedores de Navegación Infrarroja de Mirada Delantera (en inglés: Navigational Forward Looking Infra-Red, NAV FLIR) y anteojos de visión nocturna.
En junio de 1995 los Argonauts completaron la transición al nuevo avión FA-18C del lote XVI/XVII equipados con el radar APG-73 y los Motores de Desempeño Mejorado (en inglés: Enhanced Performance Engines). Los Argonauts fueron desplegados tres veces más al Golfo en apoyo de la Operación Southern Watch estando embarcados a bordo del Nimitz.
En mayo de 1998 los Argonauts cambiaron todos sus Hornet del lote XVI por Hornet del lote XI que pertenecían originalmente al VFA-195.

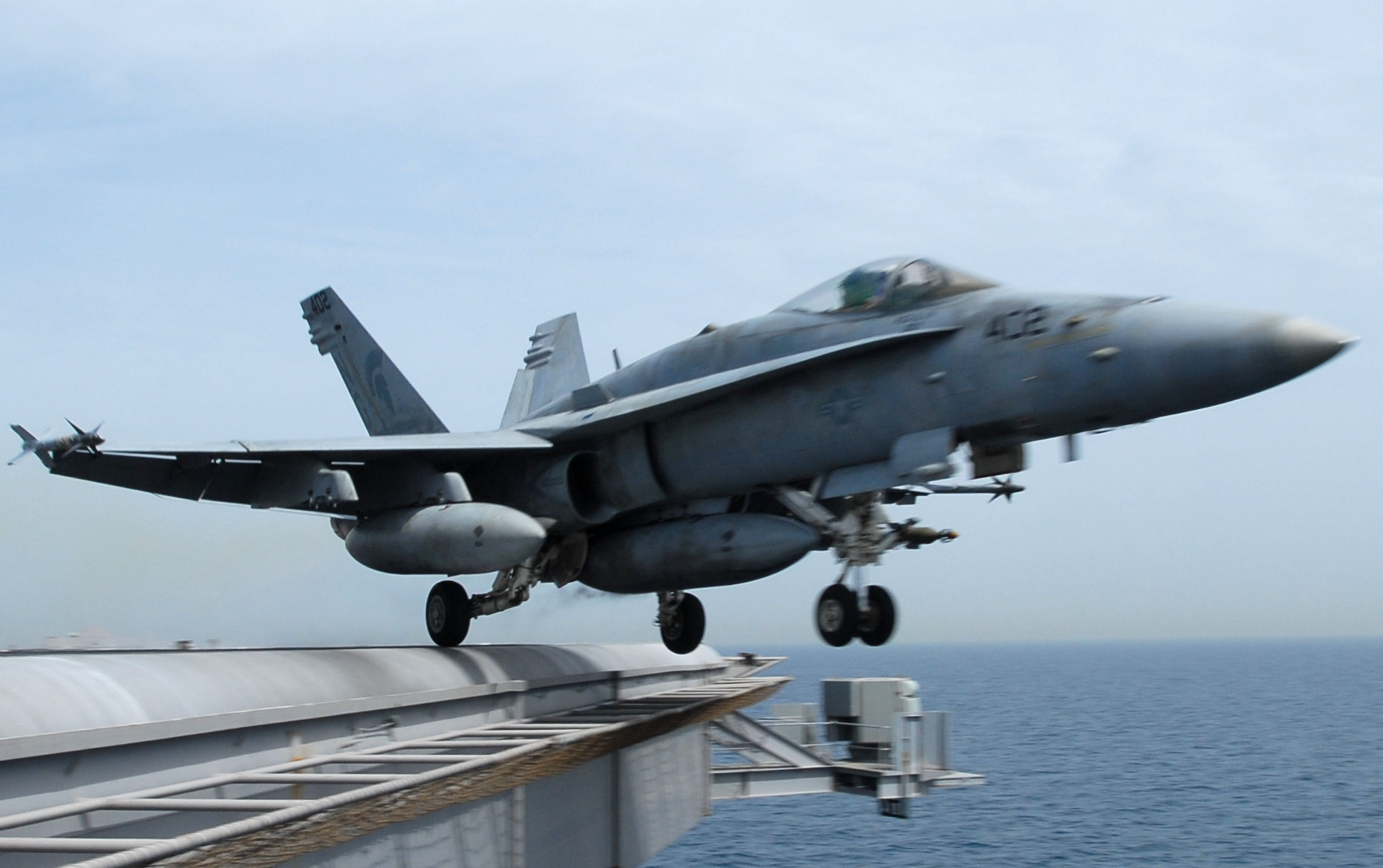
Un Argonauta siendo lanzado desde el Stennis.

### Década del 2000
Después de los atentados del 11 de septiembre de 2001, los Argonauts participaron en la Operación Noble Eagle, que consistía en patrullas aéreas de combate voladas sobre Los Ángeles desde el portaaviones USS John C. Stennis. El escuadrón fue desplegado a bordo del Stennis en apoyo de la Operación Enduring Freedom, que consistió en numerosos ataques en Afganistán contra fuerzas de los talibanes y de Al Qaeda. Durante estas misiones, el VFA-147 también ayudó a refinar el empleo de la JDAM (Joint Direction Attack Munition, en castellano: Munición Conjunta de Ataque Directo).
El VFA-147 recibió la Medalla "E" de Batalla en el 2002, reconociendo a los Argonauts como el mejor escuadrón en el Ala de Cazas y Ataque del Pacífico.
El 17 de enero de 2003 el VFA-147 fue enviado a bordo del portaaviones USS Carl Vinson (CVN-70) al Pacífico Occidental para un despliegue de 8 meses con el propósito de mantener una presencia estadounidense en el Mar de Sur de China y en el Pacífico Occidental.
Posteriormente en enero de 2005 y en enero de 2007 los Argonauts fueron desplegados en el portaaviones Carl Vinson junto con la CVW-9 en apoyo de la Operación Iraqi Freedom. El VFA-147 recibió la Medalla "E" de Batalla en el 2007 y fue nombrado el mejor escuadrón de F/A-18C Hornet de la Armada ganando el premio Capitán Michael J. Estocin.
En octubre de 2007 el VFA-147 comenzó su transición a los F/A-18E Super Hornet completando dicha transición en febrero de 2008.
El 13 de enero de 2009 en un despliegue programado tanto el VFA-147 como el CVW-9 zarparon junto con el portaaviones USS John C. Stennis al Pacífico Occidental.